# Cal Fusteret
Cal Fusteret és una obra de Juneda (Garrigues) inclosa a l'Inventari del Patrimoni Arquitectònic de Catalunya.

## Descripció
És una construcció de planta baixa amb dos pisos superiors, rematats per un acabament ondulat en el centre del qual hi veiem les lletres "MM" i la data "1915". Amb posterioritat s'ha aixecat una terrassa coberta que trenca l'originalitat de la casa. Destaca sobretot pels elements decoratius de la façana, feta amb estuc i pedra artificial (?), dibuixant unes formes en relleu que recorden elements vegetals estilitzats. A la línia de forjats i sota els balcons hi ha una sanefa que simula el tronc dels arbres.

## Història
Construïda l'any 1915 és popularment coneguda com "Cal fusteret" per ser aquesta la professió del seu propietari.